# CH Txuri Urdin
Le Txuri Urdin Donostia-San Sebastián est un club de hockey sur glace espagnol évoluant cette saison en Liga Nacionales de Hockey Hielo. Basé à Saint-Sébastien, le Txuri Urdin (« Bleu et Blanc » en basque) est un des clubs fondateurs de la Superliga Española en 1972. Il est le club le plus titré avec neuf titres de Champion d'Espagne, auxquels on peut rajouter six Copa del Rey.

## Palmarès
- Championnat d'Espagne (13) : 1976, 1980, 1985, 1990, 1992, 1993, 1995, 1999, 2000, 2017, 2018, 2019
- Copa del Rey (8) : 1979, 1980, 1990, 1991, 1994, 2000, 2016, 2018
- Coupe du Pays Basque : 1993

## Historique
| Saison    | Championnat        | Coupe d'Espagne | Coupe d'Europe |
| --------- | ------------------ | --------------- | -------------- |
| 1974-1975 | 3e                 | ?               | -              |
| 1975-1976 | Champion           | ?               | -              |
| 1976-1977 | 3e                 | Finale          | -              |
| 1977-1978 | 2e                 | Finale          | -              |
| 1978-1979 | 2e                 | Vainqueur       | -              |
| 1979-1980 | 4e                 | Vainqueur       | -              |
| 1980-1981 | 3e                 | ?               | 1er Tour       |
| 1981-1982 | 5e                 | ?               | -              |
| 1982-1983 | 4e                 | ?               | -              |
| 1983-1984 | ?                  | ?               | -              |
| 1984-1985 | Champion           | ?               | -              |
| 1985-1986 | ?                  | Finale          | 2d Tour        |
| 1986-1987 | Pas de championnat | ?               | -              |
| 1987-1988 | Pas de championnat | Finale          | -              |
| 1988-1989 | 3e                 | Finale          | -              |
| 1989-1990 | Champion           | Vainqueur       | -              |
| 1990-1991 | 2e                 | Vainqueur       | -              |
| 1991-1992 | Champion           | 1/2 Finale      | -              |
| 1992-1993 | Champion           | Finale          | 1er Tour       |
| 1993-1994 | 2e                 | Vainqueur       | 1er Tour       |
| 1994-1995 | Champion           | ?               | -              |
| 1995-1996 | 1/2 Finale         | Finale          | 1er Tour       |
| 1996-1997 | 6e                 | 1/2 Finale      | -              |
| 1997-1998 | 5e                 | 1/4 Finale      | -              |
| 1998-1999 | Champion           | ?               | -              |
| 1999-2000 | Champion           | Vainqueur       | 1er Tour       |
| 2000-2001 | 1/2 Finale         | 1/2 Finale      | 1er Tour       |
| 2001-2002 | 1/2 Finale         | 1/4 Finale      | -              |
| 2002-2003 | 6e                 | 1/4 Finale      | -              |
| 2003-2004 | 1/2 Finale         | 1/2 Finale      | -              |
| 2004-2005 | Finale             | 1/2 Finale      | -              |
| 2005-2006 | 1/2 Finale         | 1/2 Finale      | -              |
| 2006-2007 | 1/2 Finale         | 1/4 Finale      | -              |
| 2007-2008 | 1/4 Finale         | 1/4 Finale      | -              |

## Participations à la Coupe d'Europe
| Saison    | Tour         | Adversaire                                                    | Score(s)       |
| --------- | ------------ | ------------------------------------------------------------- | -------------- |
| 1980-1981 | 1er Tour     | Mammouth de Tours                                             | 2-2 ; 2-10     |
| 1985-1986 | 1er Tour     | exempt                                                        | exempt         |
|           | 2d Tour      | Hockey Club Bolzano                                           | 1-5 ; 0-18     |
| 1990-1991 | 1er Tour     | Dragons de Rouen Rotterdam                                    | 2-16 1-21      |
| 1992-1993 | 1er Tour     | Durham Wasps Vålerenga IF Steaua Bucarest                     | 2-9 1-11 1-10  |
| 1993-1994 | 1er Tour     | Esbjerg fB Ishockey Vålerenga IF Nijmegen Emperors            | 3-18 0-15 2-8  |
| 1995-1996 | Préliminaire | Tornado de Luxembourg                                         | 5-4 ; 2-2      |
|           | 1er Tour     | HDD ZM Olimpija Tilburg Trappers Sheffield Steelers           | 2-17 1-14 2-9  |
| 1999-2000 | 1er Tour     | Irbiz Kiev Ducs d'Angers HC Louvain                           | 1-16 1-12 4-3  |
| 2000-2001 | 1er Tour     | Blue Fox de Herning IK Les Léopards de Caen Nijmegen Emperors | 0-17 3-20 1-11 |

### Bilan européen
| Matchs Joués | Victoires | Nuls | Défaites | Buts marqués | Buts encaissés | Différence |
| ------------ | --------- | ---- | -------- | ------------ | -------------- | ---------- |
| 22           | 2         | 2    | 18       | 39           | 258            | -219       |

## Nota
- On appelle aussi les Txuri Urdin, les fans du club de football du Real Sociedad.